# Crispulo Zamora
Crispulo Zamora (Manilla, 10 juni 1871 - 11 oktober 1922) was een Filipijns zilversmid en metaalgraveerder. Samen met zijn vrouw Pelagia Mendoza begon hij het eerste graveerbedrijf van de Filipijnen.

## Biografie
Crispulo Zamora werd geboren op 10 juni 1871 in Sampaloc in de Filipijnse hoofdstad Manilla. Hij was het vierde kind van Mauricio Zamora en Gervasia Guzman. Zijn vader was ook graveerder. Hij liet hem en zijn vijf broers kennismaken met het vak in zijn werkplaats. Zamora ging naar de school van Jose Flores in Quiapo. Nadien volgde hij onderwijs aan de Academia de Dibujo y Pinturo waar hij leerde schilderen van Lorenzo Rocha en verdere kennis van graveren opdeed onder Melecio Figueroa. Later studeerde hij nog aan de Escuela de Artes y Officios waar hij onder Felix Martinez leerde gieten. 
Na zijn opleiding ging hij bij zijn vader in de werkplaats werken. In 1895 won Zamora een onderscheiding voor zijn buste van Fr. Anaya op een regionale expositie. Na de dood van zijn vader nam Zamora zijn zaak over.  Tijdens de Filipijnse Revolutie maakte hij enige tijd insignes en onderscheidingen voor het revolutionaire leger. Langzamerhand breidde hij de zaak uit. Door het gebrek aan concurrentie werd er goed verdiend en konden er machines gekocht worden van de opbrengsten en zo breidden hij en zijn vrouw de zaak uit. 
Een bekend werk van zijn hand was de Kroon voor de Maagd van Naga. Ook produceerde hij vier speciale uitvoerig gegraveerde borden voor de Amerikaanse presidenten Theodore Roosevelt en Woodrow Wilson, de koning van Spanje en de Japanse keizer. Verder produceerde hij prijzige juwelen voor de Kerk en religieuze ornamenten. Daarnaast produceerde zijn bedrijf op grote schaal ornamenten voor Het Amerikaanse leger, de Philippine Constabulary (voorloper van het de Filipijnse politie) en de R.O.T.C. organisaties (reservisten voor het leger) door de hele archipel.
Zamora overleed in 1922 op 61-jarige leeftijd. Hij was getrouwd met Pelagia Mendoza, die naam maakte als eerste vrouwelijke beeldhouwer van de Filipijnen. Na zijn dood nam zij de leiding over hun bedrijf Crispulo Zamora and Sons over. Samen hadden Zamora en zijn vrouw acht kinderen.